# 220P/McNaught
220P/McNaught (także McNaught 1) – kometa krótkookresowa z rodziny komet Jowisza.

## Odkrycie
Kometę tę odkrył astronom Robert McNaught 20 maja 2004 roku. W nazwie znajduje się zatem nazwisko odkrywcy.

## Orbita komety i właściwości fizyczne
Orbita komety 220P/McNaught ma kształt elipsy o mimośrodzie 0,5. Jej peryhelium znajduje się w odległości 1,55 j.a., aphelium zaś 4,68 j.a. od Słońca. Jej okres obiegu wokół Słońca wynosi 5,5 roku, nachylenie do ekliptyki to wartość 8,13˚.
Średnica jądra tej komety to maks. kilka km.